# Comté corporatif
Un comté corporatif (county corporate ou corporate county en anglais) est une forme de gouvernement local en Angleterre, en Irlande et au pays de Galles. 
Des comtés corporatifs ont été créés au cours du Moyen Âge, pour administrer des villes ou des régions de Grande-Bretagne. Ils concernent généralement plusieurs bourgs ou villages, autour d'un centre urbain administratif plus important.